# Iris lutescens
Iris lutescens (synoniem: Iris chameairis) behoort tot de lissenfamilie. De soort komt van nature voor in het Middellandse Zeegebied. De plant wordt veel gebruikt in siertuinen. Veel dwergrassen stammen af van deze soort.
De plant kan tot 25 cm hoog worden en vermeerdert zich via wortelstokken. De bladeren zijn enigszins sikkelvormig. Iris lutescens geeft de voorkeur aan zonnige plaatsen op kalkhoudende grond.
De plant bloeit in het Middellandse Zeegebied van maart tot mei, maar in Nederland van april tot mei. De bloemen zijn in het algemeen bleekgeel, maar er zijn ook planten met violette bloemen en planten met tweekleurige bloemen.

## Ondersoorten
Er worden twee ondersoorten onderscheiden:
- Iris lutescens subsp. lutescens
- Iris lutescens subsp. subbiflora